# Odnaleziony skarb
Odnaleziony skarb (węg. Szaffi) – węgierski film animowany z 1985 roku w reżyserii Attily Dargaya na podst. powieści historycznej Baron cygański Móra Jókaiego.

## Fabuła
XVIII wiek. W obliczu upadku Temesváru jego obrońca Ahmed basza uchodzi potajemnie z twierdzy wraz z jedyną córeczką Sophie i najcenniejszymi skarbami. Pomocy udziela mu przyjaciel i sojusznik, szlachcic węgierski Gáspár Botsinkay. Podczas ucieczki nurt wody z przerwanej przez Austriaków tamy porywa w nieznane małą Sophie. Cudem wyławia ją mieszkająca samotnie nad rzeką staruszka Cafrinka, która nadaje jej imię swej mądrej kotki, Saffi. W Turcji Ahmed basza z rozkazu sułtana zostaje ścięty za upadek Temesváru. Wkrótce umiera także przybyły tam wraz z nim Gáspár Botsinkay, który na łożu śmierci zobowiązuje swego jedynaka Jonasza, by powrócił do ojczyzny, odzyskał rodową posiadłość i ukryty tam skarb baszy.
Przygarnięty przez Cyganów Jonasz wędruje wraz z taborem, aż dochodzą doń wieści o cesarskiej amnestii i możliwości odzyskania skonfiskowanego majątku. Wraca więc w rodzinne strony. Tymczasem gubernator chce zdobyć ukryty tam legendarny skarb baszy, który pozwoliłby mu spłacić długi i pojąć za żonę najpiękniejszą, a właściwie jedyną w okolicy pannę na wydaniu, Arsenę – posażną i wymagającą córkę bogatego ziemianina i hodowcy świń, Loncsára. Postanawia więc przy pomocy swego zausznika Puzzoli pozbyć się niewygodnego przybysza, prawowitego właściciela majątku. Puzzola zaczyna deptać Jonaszowi po piętach, podejmując niezliczone próby wysłania go na tamten świat. Jednak Jonaszowi sprzyja szczęście.
Strudzony długą podróżą przybywa do swej, jak się okazuje, całkowicie zrujnowanej posiadłości. Jest rozczarowany, ale nie upada na duchu, postanawia przenocować, a potem wrócić do przyjaciół-Cyganów. Tuż obok zamku zauważa chatę Cafrinki, która zaprasza go na kolację. Jonasz podejrzewa ją o czary, dzięki którym czarna kotka ukazuje mu się czasem pod postacią pięknej czarnowłosej dziewczyny o tym samym imieniu. Cafrinka wróży mu z dłoni i przepowiada, że odnajdzie skarb dzięki żonie, w dniu wesela. Jonasz postanawia więc zostać i jak najszybciej się ożenić. Wkrótce staje przed obliczem Arseny. Niestety, panna gotowa jest wyjść jedynie za barona.
Jonasz naiwnie szuka pomocy u swego największego rywala i śmiertelnego wroga – gubernatora, nieświadom, że to właśnie on nocą zaczaił się na niego w szuwarach i chciał go zastrzelić. Sprytny Puzzola wymyśla kolejny podstęp: każe Jonaszowi zdać przed gubernatorem egzamin na barona z mężności, waleczności i odwagi. Dzięki kotce Saffi, wysłanej mu do pomocy przez Cafrinkę, Jonasz przechodzi zwycięsko przez wszystkie próby. A gdy wtrącony do lochu niedźwiedziowi na pożarcie nie widzi już dla siebie ratunku, ze zdumieniem spostrzega, że w skórze niedźwiedzia ukryty jest jego dawny opiekun Cygan Manyhért. I dzięki tej skórze udaje im się zbiec.
Jonasz wraca do chaty Cafrinki, która uświadamia mu, że są dwie Saffi: kotka i piękna Sophie – przeznaczona mu na żonę córka Ahmeda baszy. Gdy Jonasz odnajduje skarb i szczęście zdaje się już być blisko, wpada w kolejną pułapkę Gubernatora i Puzzoli. Z opresji ratuje go Manyhért z Cyganami, ale skarb ginie w odmętach jeziora. Chciwych złoczyńców spotyka zasłużona kara, a zakochany w Saffi Jonasz przekonuje się, ze prawdziwy skarb znalazł właśnie w niej.

## Obsada głosowa
- András Kern – Jonasz
- Judit Pogány – Saffi / Sophie
- Hilda Gobbi – Cafrinka
- György Bárdy – gubernator
- Gábor Maros – Puzzola
- Ferenc Zenthe – Gáspár Botsinkay
- József Képessy – Ahmed
- Judit Hernádi – Arsena
- László Csákányi – Loncsár
- János Gálvölgyi –
  - Manyhért,
  - Gazsi bácsi,
  - Strázsa
- Sándor Suka – Eugeniusz Sabaudzki

Źródło:

## Wersja polska
Wersja polska: Studio Opracowań Filmów w Warszawie

Reżyser: Maria Horodecka

Tekst: Halina Wodiczko

Operator dźwięku:
- - Ryszard Żórawski,
  - Zdzisław Siwecki

Montaż: Anna Łukasik

Kierownik produkcji: Jan Szadkowski

Wystąpili:
- Jarosław Domin – Jonasz
- Anna Gornostaj – Saffi / Sophie
- Barbara Rachwalska – Cafrinka
- Zdzisław Tobiasz – gubernator
- Wiesław Drzewicz – Puzzola
- Henryk Łapiński – Gáspár Botsinkay
- Piotr Wyszomirski – Ahmed
- Halina Chrobak – Arsena
- Jerzy Tkaczyk – Loncsár
- Andrzej Gawroński – Manyhért
- Stanisław Gawlik – Eugeniusz Sabaudzki

i inni
Źródło: